# Knevelarij
Knevelarij is in het Nederlands recht het innen, ontvangen of terughouden van bijvoorbeeld geld door iemand die daartoe misbruik maakt van zijn positie als ambtenaar en terwijl hij weet dat dit geld niet verschuldigd is. Knevelarij is een voorbeeld van een ambtsmisdrijf.
Knevelarij wordt omschreven in artikel 366 van het Wetboek van Strafrecht.   
"De ambtenaar die in de uitoefening van zijn bediening, als verschuldigd aan hemzelf, aan een ander ambtenaar of aan enige openbare kas, vordert of ontvangt of bij een uitbetaling terughoudt hetgeen hij weet dat niet verschuldigd is, wordt, als schuldig aan knevelarij, gestraft met gevangenisstraf van ten hoogste zes jaren of geldboete van de vijfde categorie."

## Voorbeelden
- Een ambtenaar van de burgerlijke stand, die het in verband met een bruiloft heeft doen voorkomen dat hij tegen betaling voor beide echtgenoten een verblijfsvergunning zou kunnen regelen.[1]
- Een directeur van een stadsschouwburg, die de verlenging van een cateringcontract heeft ingezet als drukmiddel om een niet-verschuldigd bedrag aan zichzelf te laten betalen.[2]
- Een gerechtsdeurwaarder die aan schuldenaren kosten in rekening bracht, terwijl hij dat op grond van het Besluit tarieven ambtshandelingen gerechtsdeurwaarders niet had mogen doen.[3]
- Een honorair consul van Nederland in Colombia, die zichzelf heeft verrijkt door medewerkers te instrueren bij visumaanvragen extra niet-verschuldigde kosten in rekening te brengen en deze bedragen aan hem af te dragen.[4]